# Ecem Özkaya
Ecem Nur Özkaya (* 25. Juni 1988 in Istanbul) ist eine türkische Schauspielerin.

## Leben und Karriere
Özkaya wurde am 25. Juni 1988 in Istanbul geboren. Ihr Vater ist kirgisischer Abstammung und ihre Mutter ist tscherkessischer Abstammung. Sie studierte an der Maltepe Üniversitesi. Ihr Debüt gab sie 2007 in der Fernsehserie Kartallar Yüksek Uçar. Von 2012 bis 2015 war sie in der Serie Biricik zu sehen. Zwischen 2016 und 2017 spielte Özkaya in der Serie Hayat Şarkısı mit.
Zudem gewann sie die Auszeichnung 23. Sadri Alışık Tiyatro ve Sinema Oyuncu Ödülleri als beste Nebendarstellerin. Seit 2020 spielt Özkaya in Gönül Dağı die Hauptrolle.

## Filmografie
Filme
- 2009: Sizi Seviyorum
- 2016: 5 Dakkada Değişir Bütün İşler
- 2019: Kim Daha Mutlu

Serien
- 2007: Kartallar Yüksek Uçar
- 2008: Havalimanı/İyi Uçuşlar
- 2009: Elveda Rumeli
- 2010: Cümbür Cemaat Aile
- 2011–2012: İffet
- 2012–2015: Zengin Kız Fakir Oğlan
- 2016–2017: Hayat Şarkısı
- 2020–2023: Gönül Dağı
- 2024: Bahar